# Brezovo Polje (Brčko)
Brezovo Polje (en serbio: Брезово Поље) es una ciudad en el noreste de Bosnia y Herzegovina ubicada dentro del distrito de Brčko.
Brezovo Polje se encuentra 14 km al este de la ciudad de Brčko. Está situada junto al río Sava, que ha proporcionado a la ciudad pesca y recreación. La población de Brezovo Polje era de 2041 en el censo de 1991. No se ha realizado ningún censo después de la guerra y es probable que la población total se haya reducido debido al desplazamiento de su población a causa de esta misma.

## Demografía
Se cree que Brezovo Polje fue fundada en la década de 1860 por colonos musulmanes de Šabac y Užice, que huían de Serbia, que estaba en guerra con el imperio otomano.
Según el censo de 2013, su población era de 1292.

## Guerra y eventos posteriores
La demografía de Brezovo Polje cambió drásticamente en 1992 como resultado de la guerra en Bosnia y Herzegovina.

## Iglesia Preobrazenje Gospodnje
La Iglesia Preobrazenje Gospodnje fue construida en el año 1933 con aportes de comerciantes serbios de la época. Al comienzo de la Segunda Guerra Mundial, la fuerza paramilitar croata, los Ustashe, la demolieron hasta los cimientos. Fue reconstruida en 1948. Circulan mitos de que durante la era de la República Federativa Socialista de Yugoslavia (RFSY) estaba prohibido visitar la iglesia y que hubo casos en que la policía usó la fuerza contra civiles religiosos serbios. La religión no tenía un alto estatus en la RFSY, pero los esfuerzos policiales solían usarse cuando había sospechas de acciones antiyugoslavas, por parte de fuerzas fascistas que no habían sido derrotadas totalmente en la Segunda Guerra Mundial.
El interior de la iglesia data del año 1985 y el exterior de la iglesia data del año 1990.

## Mezquita Azizija
La Mezquita Azizija fue construida en la década de 1860 en Brezovo Polje como resultado del asentamiento de refugiados musulmanes de Serbia. La mezquita era el monumento cultural y religioso que representaba a la población musulmana local. La mezquita era una estructura sustancial, con una gran cúpula y un minarete de 30 m de altura. Es la única mezquita en Bosnia y Herzegovina que fue construida en estilo barroco turco-otomano y austro-húngaro. El harén (cementerio) de la mezquita contenía una gran cantidad de lápidas (nišan) de finales del siglo XIX.
En el verano de 1992, tras la expulsión de la población bosnia de Brezovo Polje por parte de los paramilitares serbios, la mezquita fue demolida por completo con dinamita. Los escombros de esta estructura única se llevaron a lugares desconocidos y el sitio se despejó por completo. Sin embargo, los esfuerzos de reconstrucción están en marcha en 2009 para reconstruir la estructura que está bajo la protección de la UNESCO debido a su rareza, importancia cultural y religiosa, y asociación con la historia de Brezovo Polje.